# Василевич, Владимир Владиславович
Владимир Владиславович Василевич (20 июля 1911 — 28 июля 1962) — советский украинский хоровой дирижёр, педагог. Отец музыкантов Романны и Юрия Василевичей. Заслуженный артист УССР (1956).

## Биография
Окончил Теребовлянскую гимназию, вокальный факультет Высшего музыкального института им. Н. Лысенко во Львове (класс О. Бандровской, 1938), юридический факультет Краковского университета (1939), в 1948 году — Львовскую консерваторию (класс дирижирования Николая Колессы). С 1939 года — хорист, с 1949 года — хормейстер (дирижёр) хоровой капеллы «Трембита». В том же году начал преподавательскую деятельность (с 1961 года — профессор) в Львовской консерватории, руководитель её хора.
В репертуаре — «Радуйся, нива неполитая» Н. Лысенко, «Платок» Г. Топольницкого, «Весна» М. Скорика (первое исполнение), «Самсон» Г. Ф. Генделя, «Реквием» В. А. Моцарта, «Несчастная война» В. Новака и тому подобное. Среди учеников — И. Гамкало, И. Жук, О. Кураш. Упорядочил сборник «Хоровые произведения украинских композиторов конца XIX — начала XX века» (К., 1965—73. — Вып. 1—4), куда вошли малоизвестные произведения западноукраинских композиторов.
Погиб в авиакатастрофе рядом с селом Орехово. Похоронен на Лычаковском кладбище, поле № 4.